# SAM-R

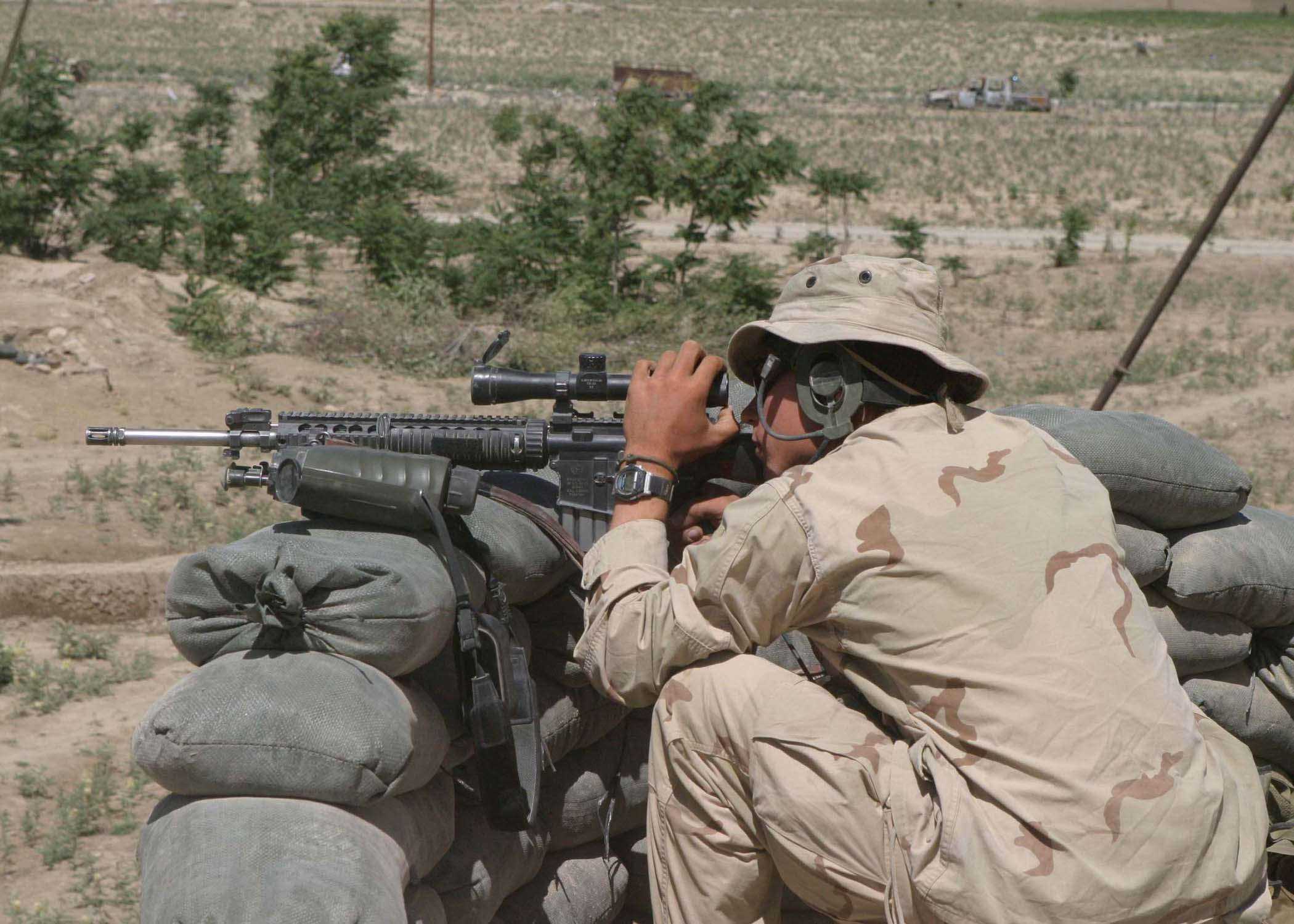
아프가니스탄의 미해병대 지정 사수

SAM-R(U.S. Marine Corps Squad Advanced Marksman Rifle)은 M16 소총을 기반으로 만든 미해병대의 지정사수소총이다. 저격에 적합한 총열, 광학식 조준기 등을 가지고 있다.

## 같이 보기
- SDM-R
- 지정 사수